# Condado de Valley (Montana)
El condado de Valley (en inglés: Valley County), fundado en 1893, es uno de los 56 condados del estado estadounidense de Montana. En el año 2000 tenía una población de 7.675 habitantes con una densidad poblacional de una persona por km². La sede del condado es Glasgow.

## Geografía
Según la Oficina del Censo, el condado tiene un área total de 13 111 km² (5062,2 mi²), de la cual 12 745 km² (4920,8 mi²) es tierra y 26 km² (10,0 mi²) (2.79%) es agua.

### Condados adyacentes
- Condado de Phillips - oeste
- Condado de Garfield - sur
- Condado de McCone - sur
- Condado de Roosevelt - este
- Condado de Daniels - este
- Mankota No. 45 (Saskatchewan) - norte
- Waverley No. 44 (Saskatchewan) - norte
- Old Post No. 43 (Saskatchewan) - norte

## Demografía
En el 2000 la renta per cápita promedia del condado era de $30,979, y el ingreso promedio para una familia era de $39,044. En 2000 los hombres tenían un ingreso per cápita de $27,233 versus $17,686 para las mujeres. El ingreso per cápita para el condado era de $16,246. Alrededor del 13.50% de la población estaba bajo el umbral de pobreza nacional.

## Comunidades

### Ciudad
- Glasgow

### Pueblos
- Fort Peck
- Nashua
- Opheim

### Lugares designados por el censo
- Frazer
- St. Marie

### Otras comunidades
- Oswego